# Прудовка (приток Енгиша)
Прудовка — река в России, протекает в Бабушкинском районе Вологодской области. Устье реки находится в 10 км по левому берегу реки Енгиш. Длина реки составляет 10 км.
Исток Прудовки расположен в 7 км к юго-востоку от села Рослятино, центра Рослятинского сельского поселения. Река течёт на север. Крупнейший приток — Макаровка (левый). Всё течение проходит по ненаселённому лесу, впадает в Енгиш тремя километрами выше деревни Жубрино в 6 км к востоку от Рослятино.

## Данные водного реестра
По данным государственного водного реестра России относится к Верхневолжскому бассейновому округу, водохозяйственный участок реки — Унжа от истока и до устья, речной подбассейн реки — Бассей притоков Волги ниже Рыбинского водохранилища до впадения Оки. Речной бассейн реки — (Верхняя) Волга до Куйбышевского водохранилища (без бассейна Оки).
По данным геоинформационной системы водохозяйственного районирования территории РФ, подготовленной Федеральным агентством водных ресурсов:
- Код водного объекта в государственном водном реестре — 08010300312110000014726
- Код по гидрологической изученности (ГИ) — 110001472
- Код бассейна — 08.01.03.003
- Номер тома по ГИ — 10
- Выпуск по ГИ — 0